# 哈斯特爾特規則

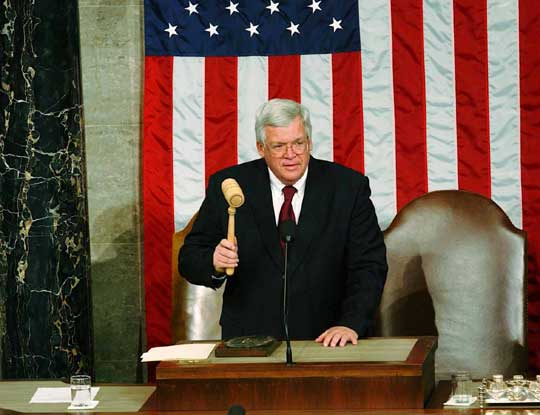
手握議事槌的美國眾議院議長丹尼斯·哈斯特爾特

哈斯特爾特規則或海斯特规则，又名「多數中的多數規則」（"majority of the majority" rule），是一項由美國国会眾議院議長丹尼斯·哈斯特爾特起的開始使用的非正式政治原則，目的是加強議長的权力，並限縮少數黨權力，使其在眾議院不易阻撓通過法案。在此規則下，除非多數中的多數黨支持該法案，否則議長不會允許該法案有表決機會。
實務上，在此規則下少數黨必須拉攏大多數（而非部份）的多數黨議員支持才有可能通過法案。美國法律規定要通過一個法案，必須取得218張支持票。哈斯特爾特規則將避免不受多數黨支持的法案獲得表決機會，即使該法案已獲得218名議員支持。若民主黨是少數黨，而共和黨是多數黨，即使有200名民主黨籍眾議員與100名共和黨籍眾議員支持某項法案，仍然無法通過「多數中的多數規則」，因為這100名共和黨籍眾議員只能算是共和黨團的少數份子，而議長也不會讓這個法案有表決機會。
只有218名議員（無論黨籍）提交院會請願書，才能從哈斯特爾特規則解套。此一請願書將使法案強制排入議程、進行討論及表決，毋需議長支持。然而，這個方法很難成功。一個在院會請願書上連署的多數黨議員，將被視為公然反抗黨的領導權威，勢必會引來報復。不過，由於哈斯特爾特規則並非正式原則，法案的通過實際上視乎議長的取態，因此規則不一定符諸實行。

## 起源
此一非正式規則由前共和黨籍美國眾議院議長丹尼斯·哈斯特爾特（1999年至2007年間在任）引進；然而，前任議長紐特·金瑞契（1995年至1999年間在任），卻早已實行此一規則。哈斯特爾特大力、公開支持此一規則，還說自己的工作就是「奉行多數中的多數規則」。

## 歷任議長觀點及實行
- 提普·歐尼爾（1977年至1987年間在任，民主黨籍）：哈斯特爾特規則的推手與支持者，創造了「多數中的多數」（majority of the majority）一詞。他相信只要「有足夠繩子，就能讓他（美國前總統羅納德·雷根）掐死自己」[9] 。
- 湯姆·霍利（英语：Tom Foley）（1989年至1995年間在任，民主黨籍）：2004年曾表示：「當有關法案在你所屬的政黨不獲多數支持，你不會希望把法案提上議程，當然除非該法案是重要的議題。」
- 紐特·金瑞契（1995年至1999年間在任，共和黨籍）：雖然哈斯特爾特規則還未被明言指出，但金瑞契已奉行此一規則[7]。
- 南希·裴洛西（2007年至2011年間在任，民主黨籍）：2007年5月，裴洛西表示：「我會慎重考慮與民主黨團找出多數的多數規則外的出路[10]。」根據布魯金斯學會統計，裴洛西在她的4年任期間，曾7次違抗哈斯特爾特規則的記錄[11][12]。
- 約翰·博納（2011年至2015年間在任，共和黨籍）：博納有至少6次違抗哈斯特爾特規則的記錄。這更包括美國政府停擺，2013年10月16日，博納因與民主黨達成協議以結束政府停擺，而當中涉及的法案，共和黨多數眾議員並不支持法案（不足四成）。

## 外部連結
- 違抗哈斯特爾特規則的案例列表 （英文）